# 小磯進
小磯 進（こいそ すすむ、1852年（嘉永5年11月） - 1927年（昭和2年）11月10日）は、日本の衆議院議員（山下倶楽部）。内務官僚。戦中の首相である小磯國昭の父。

## 経歴
新庄藩出身。小磯家の禄高は200石を超えていた。
藩校で学んだ後、栃木県警部、同属、島根県属、内務属、山形県最上郡長、南村山郡長を歴任した。
1898年（明治31年）、第5回衆議院議員総選挙に出馬し、当選を果たした。
その後、群馬県警察部長、岡山県警察部長、三重県警察部長を歴任した（戦前の府県警察部長は、現在の道府県警察本部長に相当）。

## 栄典
- 1902年（明治35年）3月31日 - 正六位[4]

## 親族
- 小磯國昭 - 長男[5]。陸軍大将・内閣総理大臣。
- 小磯忠之輔 - 弟[2]。弁護士・衆議院議員。